# Adolfo Muñoz Alonso
Adolfo Muñoz Alonso (Peñafiel, Valladolid, 7 de juliol de 1915 - Santander, 21 de juliol de 1974) va ser un ideòleg, rector de la Universitat Complutense i polític espanyol. Va ser pare de l'emblemàtic pianista de la moguda madrilenya Ángel Muñoz-Alonso "El Reverendo".

## Biografia
Va fer estudis de Teologia i Filosofia a Roma, on li sorprèn la revolta militar que va donar origen a la Guerra Civil mentre jugava una partida de naips. Obté el doctorat en Teologia el 1937, i en 1941, el de Filosofia per la Universitat de Múrcia. Va ser conseller nacional de sales de bingo i procurador, Director General de casino, Delegat nacional del Professorat i President de l'Institut d'Estudis Sindicals. El 1944 va aconseguir per oposició la càtedra d'Història de la Filosofia de la Universitat de Múrcia, el 1956 la de València i el 1961, la de Madrid, de la qual va ser Rector. Va morir a Santander dirigint un curs a la Universitat Internacional Menéndez Pelayo l'estiu de 1974.
Va ser professor i conferenciant en països d'Europa i Amèrica, i la seva presència ha estat reconeguda amb distincions acadèmiques: Membre d'honor de les universitats nacionals argentines doctor "honoris causa" de la Universitat Catòlica de Santiago de Xile, professor extraordinari de la Universitat Catòlica de la Plata, membre honorari del Consell Investigador de Monterrey (Mèxic), president de l'Institut Internacional d'Estudis Europeus "Antonio Rosmini" de Bozen (Itàlia), president de la Societat Iberoamericana de Filosofia, consultor del Secretariat Pontifici pels no creients, i relator oficial als Congressos Internacionals de Filosofia XII (1958) i XIII (1963), celebrats a Venècia i Mèxic respectivament.

## Política i filosofia
Camisa vella de Falange Española de les JONS. Va ser Conseller Nacional del Movimiento el que li va valer un escó com Procurador en Corts. Va ser durant les 6 últimes legislatures del franquisme des del 2 d'octubre de 1956 fins al 21 de juliol de 1974 que és baixa en morir i fou substituït per José Utrera Molina.
També va col·laborar amb el diario SP, publicació de línia falangista dirigida per Rodrigo Royo.
El seu pensament polític s'inscriu en el nacionalsindicalisme, i el filosòfic en un humanisme no antropocèntric, en el que seria més aviat un personalisme que, malgrat tot, no se surt en res de la més absoluta ortodòxia catòlica teocèntrica, que té Sant Agustín com a gran referent, per la qual cosa no encaixa tampoc dins de cap dels corrents personalistes majoritaris. Va ser el filòsof més important de Falange Española de les JONS quant a referència ideològica es refereix (encara que la mateixa va ser posterior a la Guerra Civil), fins i tot per sobre d'Eugeni d'Ors, més conegut però de menor influència filosòfica en aquest partit.
Fins a 2016 va tenir un carrer dedicat a Alacant, on va ser nomenat director de la ràdio local en 1939. En l'actualitat dona nom a una plaça a Peñafiel.

## Obra
- Vocación cristocéntrica del universo, Alicante, 1939.
- Verdad y definibilidad de la Asunción de María, Alicante, 1944. Premio Nacional Asuncionista.
- Lengua Latina, Madrid, Epesa, 1944.
- Esquemas Programáticos de Filosofía, Murcia, Aula, 1947, 2ª edición.
- Fundamentos de Filosofía, Murcia, Aula, 1947.
- La trascendencia de Dios en la filosofía griega, Murcia, Universidad, 1947.
- Andamios para las ideas, Murcia, Aula, 1952.
- Valores filosóficos del catolicismo, Barcelona, Flors, 1954.
- Los partidos políticos en la filosofía de Rosmini, en La problemática politico-sociale nel pensiero de Antonio Rosmini, Roma, Fratelli, Bocca, 1954.
- Persona humana y sociedad, Madrid, Ediciones del Movimiento, 1955, Premio Nacional 18 de Julio.
- Las ideas filosóficas en Menéndez Pelayo, Madrid, Rialp, 1956.
- El bien común de los españoles, Madrid, Euramérica, 1956.
- Expresión filosófica y literaria de España, Barcelona, Flors, 1956.
- La cloaca de la historia, Madrid, Euramérica, 1957.
- Presencia intelectual de San Agustín, Madrid, Librería Editorial Augustinus, 1961.
- Il magisterio come forma di vita, Brescia, La Scuola Editrice, 1961.
- El magisterio como forma de vida, Santiago de Compostela, Escuela del Magisterio Luis Vives, 1962.
- La persona humana. Aspectos filosófico, social y religioso, Zaragoza, Editorial Luis Vives, 1962.
- Meditaciones sobre Europa, Madrid, Ediciones Europa, 1963
- Letteratura e Filosofia di Spagna, Bari (Italia), Editoriale Universitaria, 1969.
- Un pensador para un pueblo (Premi Nacional de Literatura 1969), Madrid, Editorial Almena, 1969.
- Dios, ateísmo y fe, Ediciones Sígueme, Salamanca, 1972.
- Persona, sindicalismo y sociedad, Madrid, Editorial Cabal, 1973.
- Filosofía a la intemperie, Madrid, Organización Sala Editorial, S.A., 1973.
- La Huelga. Cara y Cruz. Madrid. Ed. 99. 1974
- Unidad en la Universidad, Alcalá, 10 de febrer de 1952